# Cercle Brugge Koninklijke Sportvereniging
El Cercle Brugge Koninklijke Sportvereniging és un equip de futbol belga de la ciutat de Bruges.

## Història

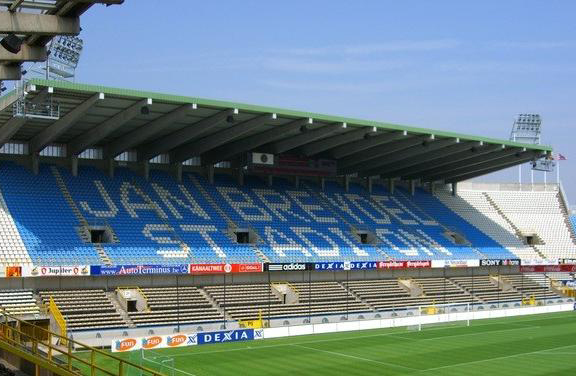
Estadi Jan Breydel.

- 1899: fusió dels clubs Vlaamsche Football Club i Rapid Football Club per la creació del Cercle Sportif Brugeois com a secció esportiva dins de l'escola jesuïta de l'Institut Saint-François-Xavier.
- 1924: obtenció del títol de Société Royale esdevenint Royal Cercle Sportif Brugeois
- 1968: Koninklijke Sportvereniging Cercle Brugge
- 1997: Cercle Brugge Koninklijke Sportvereniging

## Palmarès
- Lliga belga de futbol (3):
  - 1910-11, 1926-27, 1929-1930
- Segona divisió belga de futbol (4):
  - 1937-38, 1970-71, 1978-79, 2002-03
- Copa belga de futbol (2):
  - 1926-27, 1984-85

## Presidents
- 1899-05:  Leon De Meester

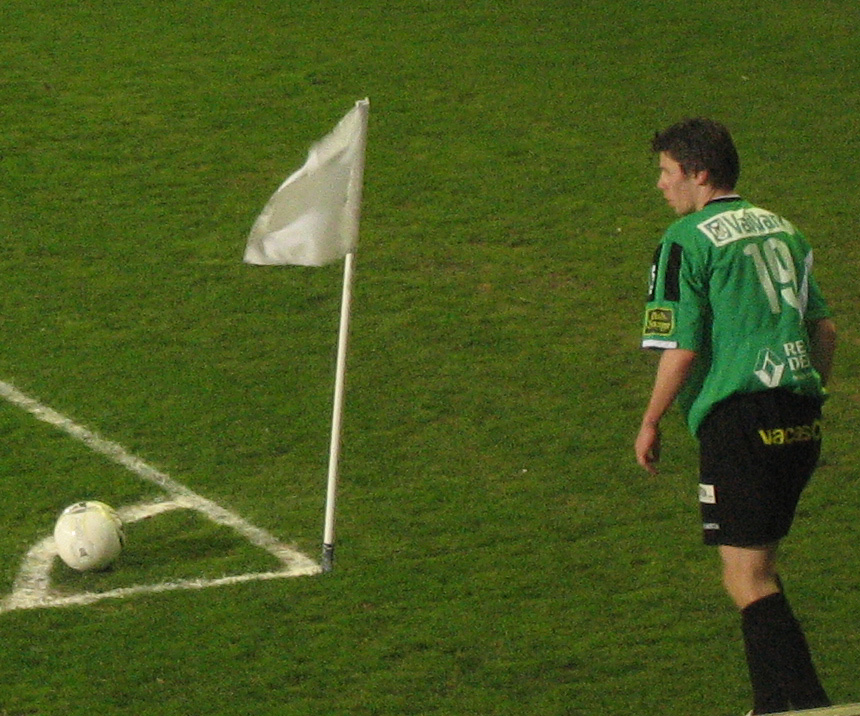
Stijn De Smet llença un corner.

- 1905-07:  Raoul Daufresne de la Chevalerie
- 1907-09:  Leon De Meester
- 1909-11:  Albéric de Formanoir de la Cazerie
- 1911-25:  René de Peellaert
- 1927-37:  Paul Dautricourt
- 1937-50:  Edgard De Smedt
- 1950-53:  Yves Dautricourt
- 1953-67:  Pierre Vandamme
- 1967-70:  Robert Braet
- 1970-02:  Paul Ducheyne
- 2002-…:  Frans Schotte

## Entrenadors
| - 1910-14: Joseph Dewulf - 1914-28: Louis Saeys - 1928-37: Florimond Vanhalme - 1937-38: William Maxwell - 1938-40: Hugo Fenichel - 1940-41: Florimond Vanhalme - 1941-42: Louis Saeys - 1942-44: Willy Steyskal - 1944-46: Louis Baes - 1946-48: André Deschepper - 1948-50: Louis Baes - 1950-51: Georges Vanden Bempt - 1951-52: Bill Kennedy - 1952-54: Louis Versyp - 1954-56: Guy Thys - 1956-57: Louis Versyp - 1958-62: Edmond Delfour - 1962-63: Jules Bigot - 1963-66: Georges Meuris | - 1966-67: Jules Van Dooren - 1967-72: Urbain Braems - 1972-77: Han Grijzenhout - 1977-78: Lakis Petropoulos - 1978: Lucien Masyn - 1978-79: Han Grijzenhout - 1979-82: Leo Canjels - 1982-83: Han Grijzenhout - 1983-84: Henk Houwaart - 1984: Bram Van Kerkhof - 1984-87: Georges Leekens - 1987-88: René Taelman - 1988-89: Roland Rotty - 1989-91: Han Grijzenhout - 1991: Eric Lagrou - 1991-93: Henk Houwaart - 1993-94: Georges Leekens - 1994-97: Jerko Tipurić - 1997-98: Rudy Verkempinck | - 1998-99: Ronny Desmedt - 1999-02: Dennis Van Wijk - 2002-04: Jerko Tipurić - 2004-07: Harm Van Veldhoven - 2007-…: Glen De Boeck |

## Futbolistes històrics
| - Besnik Hasi - Eddie Krnčević - Dirk Beheydt - Vital Borkelmans - Robert Braet - Geert Broeckaert - Geoffrey Claeys - Paul Courant - Alain De Nil - Gérard Devos - Gustaaf Eeckeman - Fernand Goyvaerts - Pierre Hanon - Nordin Jbari - André Saeys - Louis Saeys - Alphonse Six - Guy Thys - Nico Vaesen - Albert Van Coile | - Michel Vanderbauwhede - Yves Vanderhaeghe - Florimond Vanhalme - Jules Verriest - Josip Weber - Roman Vonášek - Benny Nielsen - Morten Olsen - Søren Skov - Kari Laukkanen - Paulus Roiha - Kari Ukkonen - Didier Six - Isaac Asare - Gábor Torma - Sævar Jónsson - Ragnar Margeirsson - Nacer Abdellah - Virgall Joemankhan - Kees Krijgh | - Jan Ove Pedersen - Ovidiu Hanganu - Ion Ionescu - Dorinel Munteanu - Tibor Selymes - Vahram Kevorkian - Mohamed Kanu - Zoran Bojović - Ivo Jerolimov - Zdenko Vukasović - Kalusha Bwalya - Charly Musonda |